# اسکس (آیووا)
اسکس (به انگلیسی: Essex) شهری در ایالت آیووا کشور ایالات متحده آمریکا است که جمعیت آن در سرشماری سال ۲۰۱۰ میلادی، ۷۹۸ نفر بوده‌است.